# 膠東之戰
膠東之戰，又稱韓劉之戰，為1932年9月至11月間發生於山東省東部之內戰，山東省政府主席韓復榘出兵攻擊駐紮於膠東的第二十一師師長劉珍年。

## 戰爭爆發原因

### 遠因
膠東之戰發生的遠因，一為劉珍年為韓復榘心腹之患，另一為財政問題。
關於前者，劉珍年駐軍烟台及膠東蓬萊、福山、黃縣、招遠、棲霞、文登、掖縣、萊陽、牟平、海陽、榮城、平度等12縣，下轄一定數量的部隊。以韓來說，劉之轄區為獨立王國；劉對縣長之任免，悉出己意，置上級省府於不顧，甚至企圖與復興社特務劉子建密議分化韓復榘部屬，為韓獲知，故韓視劉為心腹之患，意欲除之。
關於後者，膠東為魯省富庶之區，又有海口，故收入頗豐，每月扣除開支，尚餘百餘萬元。劉在轄區自行收稅，送繳南京及自用，不解省府。韓因之曾向劉提議三項，要求每月向省府解款50萬元、撥5、6縣歸省府管理、交還各縣統稅局以財政部收稅。劉對此置之不理，韓十分氣憤不滿。韓復榘戰前曾至泰山請教馮玉祥，謂：「〔山東財政狀況〕只能自給，沒向中央要錢。膠東比較富足，劉珍年霸占了膠東地區15個縣，縣長、局長都由他委派，稅收由他把持，一切都不能統一」，乃欲將膠東富庶區收歸己有，財政自可裕如。

### 導火線
中央撥軍餉過程發生問題，為韓、劉之間爆發戰事之導火線。韓、劉在8月間曾對軍餉問題發生嚴重爭執。南京中央應允每個月給山東軍隊協餉60萬元，原先預定劉軍之軍餉月撥15萬元，韓有意減為12萬元，往返磋商之後，劉以讓至14萬5,000元為最低限度。韓認為劉有意侮辱，怒不可遏，戰事隨即在9月爆發。是以此戰爭亦可視為韓復榘、劉珍年間的權力、意氣之爭。戰事發生後，在濟南的中央軍事聯絡人蔣伯誠便謂：「韓復榘意在解決劉珍年部，但目前尚為權力、意氣之爭。」 

### 韓動武考慮
膠東之戰爆發有如上所述之遠因、近因，至於韓復榘動武之考慮，概有時機、張學良之動向、兵力等。
就時機言之，當時國民政府內政、外交問題不斷。九一八事變後，國府寄希望於國際聯盟，進行一連串外交努力，壓力甚重，民眾輿論趨向全國一致抗日禦侮。國內政治方面，蔣中正、汪兆銘雖再度合作，以「蔣主軍、汪主政」之模式領導國家，但仍貌合神離，互不信任；兩廣在國民黨元老胡漢民的號召下，亦猶如獨立王國。其他各地，各種政治勢力夾雜，中央動見觀瞻。當時韓復榘甚為輕視劉珍年軍隊，乃希望以迅雷不及掩耳之手段將劉解決，迨中央與各方知悉，膠東已入掌握，想亦莫如之何。且即便劉珍年在魯，或為蔣中正為牽制韓復榘之布置，然國聯調查團報告書將次發表，韓判斷中央顧及國際視聽，決不致擴大內戰，不利於彼，故認為此乃短時期併吞劉珍年之千載難逢機會。
以張學良之動向言之，東北軍領袖張學良是時負責華北軍政，為華北最具實力的軍政領袖，其態度對韓、劉之爭十分重要。是年夏天，韓親赴北平與張學良晤談，韓、張首次見面，有記載指出當時張笑著對韓說：「大叔！咱倆人是不打不相識啊！」（指北伐時在彰德的戰事，張、韓恰為對手）韓聽張此說，也為之大笑不已；張見韓在北平無住宅，遂將絨線胡同一棟大宅（有一百多間房間）送給韓。韓此行結果頗為良好，故料想若能於短時間內解決劉珍年，張學良方面當無問題。
就兵力言之，韓復榘全部兵力共約77,000餘人，戰事發生後，韓軍不計民團，調動兵力約25,000員，約全部三分之一。以曹福林師及雷太平手槍旅之一團為主力，尚有騎兵獨立旅、喬立志師之馬貫一旅及展書堂師之一旅，當中器械以手槍旅之一團器械最精，曹福林部次之，喬師之馬旅的槍械最複雜，另有飛機6架。分為東西兩路，韓自任西路指揮，曹福林任東路指揮。劉軍則有步兵三旅（獨立旅在內），騎、砲各一團，工兵、輜重、特務各一營，總數不及20,000人（民團亦不計）。各旅之器械均甚齊整，砲兵團除山砲之外，尚有野砲數門。以器械論，不亞於韓軍。劉軍兵力不及韓，且難以補充，又無飛機，遂為韓判斷能短時間解決之依據。
於是在1932年9月17日的夜晚，以上述種種因素為背景，韓復榘對劉珍年發動攻擊，膠東之戰遂爆發。

## 戰爭過程
9月17日夜，韓復榘、劉珍年雙方衝突開始，18日拂曉起，在平度、掖縣附近正式開戰。9月18日，韓復榘向各界通電，說明其攻擊劉珍年之原因：一為劉珍年與土匪聯合，橫徵暴歛，剝削人民；二為劉留用防區稅款，還向中央要求撥款；三為擔心劉部作為激起民變，造成外交波折。
國民政府軍事委員會委員長蔣中正即介入調停，對韓復榘軟硬兼施，並試圖以輿論壓迫韓停戰撤兵。9月23日晚間，在各界呼籲和平及蔣中正軟硬兼施的處置手法之下，韓復榘停止軍事行動，並通電聽候中央查明處理，情勢似已有轉圜。戰事到10月初，演為雙方互控之階段，雙方零星衝突未已。5日，韓復榘電蔣中正報告劉珍年殘殺人民；劉則電蔣韓復榘到處擾亂並擴大軍事行動。
膠東之戰爆發半個月以來，仍無法解決，韓、劉軍事陷入膠著，適國聯報告書出爐，掀起國際巨潮，山東局勢動見觀瞻。10月10日，韓復榘猛攻劉軍，同時電蔣劉軍擾亂地方，並發表告膠東父老書，沉痛表示「劉暴行愈多，我罪過愈大」，於是「下除劉萬分決心，不半途中止」。對於韓復榘大舉攻劉，10月23日，第十八軍軍長陳誠向蔣中正提出建議，認為對韓除「武力解決」別無他法。蔣即於於隔日命第三十二軍軍長商震準備入魯。
是時蔣中正雖想設法制裁韓復榘，但受限剿共之預定方針，只得默許韓在山東獨大。蔣在此心態指導之下，雖欲維護中央威信，實則只能一退再退。10月25日，在韓復榘猛攻之下，劉珍年部難支，電蔣懇請飭令韓部撤兵，並願調離山東。11月2日，軍事委員會軍政部部長何應欽下達三項命令，指示劉軍撤離過程細節。7日，韓部停止炮擊，8日，開始撤退。膠東戰事，以韓復榘全勝告終。

## 戰事影響
膠東之戰以韓復榘得遂行其驅逐劉珍年、獨霸山東之目標告終。蔣、韓在戰後雖未撕破臉，然韓對蔣威信的挑戰，以及戰後建立「山東王國」，對以日本侵華為背景的華北局勢，有一定影響。